# Jair Pereira Rodríguez
Jair Pereira Rodríguez (* 7. Juli 1986 in Cuautla, Morelos) ist ein mexikanischer Fußballspieler auf der Position eines Verteidigers.

## Karriere

### Verein
Jair Pereira begann seine Profikarriere beim Tampico-Madero FC. Nach der Saison 2007/08 wurde Pereira vom Hauptstadtverein Cruz Azul erworben, der ihn zunächst an sein in der zweiten Liga spielendes Farmteam Cruz Azul Hidalgo auslieh. Für die erste Mannschaft der Cementeros kam Pereira erstmals am 3. August 2011 in einem Spiel der mexikanischen Primera División zum Einsatz, das 0:1 beim CF Pachuca verloren wurde. 
Sein erstes Tor in der höchsten mexikanischen Spielklasse erzielte Pereira in einem am 4. Februar 2012 ausgetragenen Heimspiel gegen die Jaguares de Chiapas, das 2:0 gewonnen wurde. Wenige Wochen später war er am 29. April 2012 auch im Stadtderby gegen den Club América (2:2) erfolgreich. In der Clausura 2013 gewann Pereira mit Cruz Azul die Copa México.
Im Januar 2014 wechselte Pereira zum Club Deportivo Guadalajara, bei dem er bis 2019 blieb. Chivas war nicht nur seine längste Vereinsstation, sondern auch die mit den meisten Einsätzen in der höchsten Spielklasse. Außerdem war es auch seine sportlich erfolgreichste Station, denn mit Chivas gewann er zwei weitere Male die Copa México und im zweiten Fall (Clausura 2017) sogar das „Double“ denn in derselben Spielzeit gewann er seinen einzigen Meistertitel und den für den Verein insgesamt zwölften Titel.
Anschließend spielte Pereira je eine Saison für den Querétaro FC und den Club Necaxa.

### Nationalmannschaft
Seinen ersten Länderspieleinsatz absolvierte er am 7. Juli 2013 beim ersten Spiel der mexikanischen Nationalmannschaft um den CONCACAF Gold Cup 2013 gegen Panama (1:2). Seine weiteren 6 Länderspieleinsätze bestritt Pereira im Zeitraum zwischen Juni und September 2017.

## Erfolge
CD Cruz Azul
- Mexikanischer Pokalsieger: Clausura 2013

CD Guadalajara
- Mexikanischer Meister: Clausura 2017
- Mexikanischer Pokalsieger: Apertura 2015, Clausura 2017